# 曽貞幹

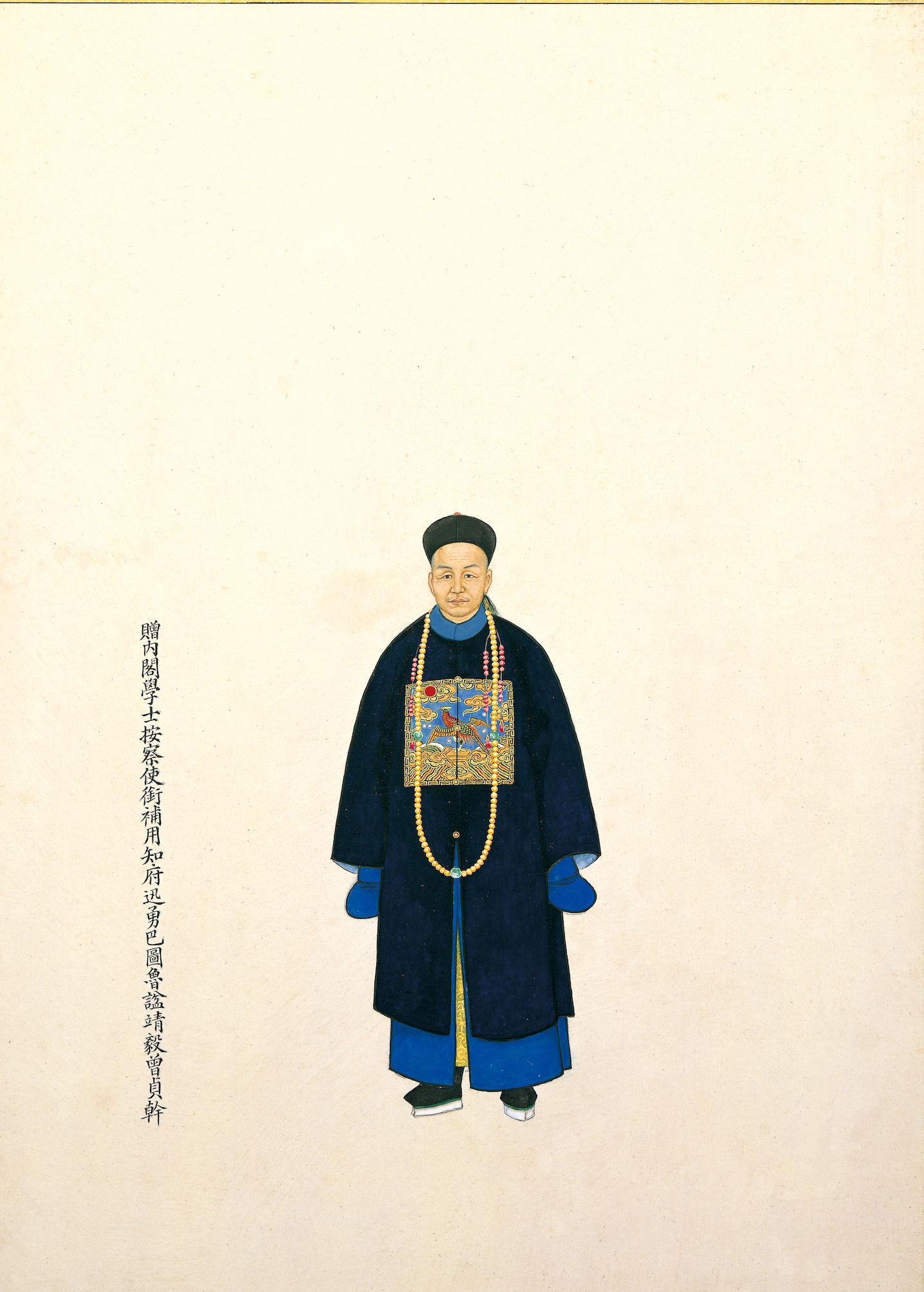
曽貞幹

曽 貞幹（そう ていかん、Zēng Zhēngàn、1828年 - 1862年）は、清末の軍人。原名は国葆、字は季洪または事恒。湘軍の指揮官。曽国藩・曽国華・曽国荃の弟。湖南省湘郷県（現在の双峰県荷葉鎮）出身。
咸豊9年（1859年）、次兄の曽国華が三河の戦いで戦死したことをきっかけに湘軍に参加し、湖北巡撫胡林翼から兵1000人を預かり、黄州から潜山・太湖を転戦し、曽国荃に従って安慶の包囲に加わった。安慶包囲戦では太平天国軍の程学啓を寝返らせ、陥落に功績があった。
同治元年（1862年）、三兄曽国荃と共に南京郊外の雨花台に至り、雨花台攻防戦では太平天国軍の包囲をよく耐え抜いたが、病に倒れ陣没した。